# Devoll (Fluss)
Der Devoll (altgriechisch Ἐορδαϊκός Eordaïkos, lateinisch Eordaïcus) ist ein Fluss auf der Balkanhalbinsel und fließt durch Albanien.
Der Devoll entspringt im Südosten des Landes im gleichnamigen Gemeinde am Osthang des Grammosgebirges. Danach durchquert er nördlich von Korça die Ebene von Korça, die bis nach dem Zweiten Weltkrieg versumpft war und in der der vom Fluss gespeiste Maliksee lag. Durch einen Ablauf aus dem Kleinen Prespasee floss bei Hochwasser nach starken Niederschlägen und im Frühling während der Schneeschmelze Wasser aus dem See in den Devoll und so in die Adria. Der Devoll wurde ab den 1950er Jahren bis ca. zum Jahr 2000 bei Hochwasser in den Kleinen Prespasee geleitet, um dieses Wasser zwischenzuspeichern und zur Bewässerung in den trockenen Jahreszeiten nutzen zu können. Der Ablauf aus dem Kleinen Prespasse wurde kanalisiert und zur Bewässerung der nun fruchtbaren Ebene von Korça abgezweigt. Die Einleitung von Devoll-Wasser in den Prespasee führte zur Verlandung von dessen albanischen Teil.

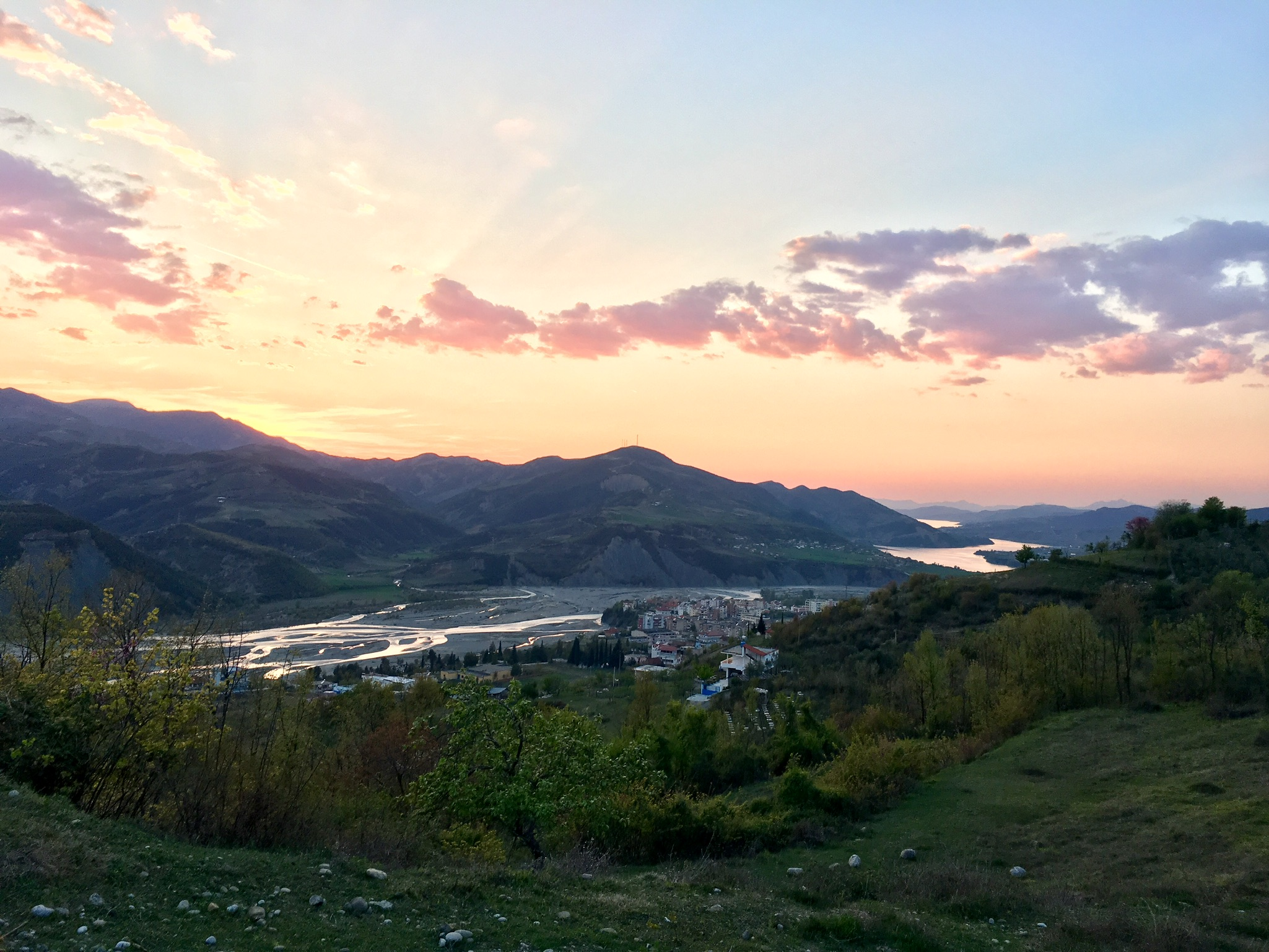
Breites Flussbett des Devoll und Banja-Stausee im Hintergrund bei Gramsh

In seinem weiteren Verlauf nach der Malikebene in Richtung Nordwesten durchbricht er in einem gewundenen Tal mehrere Bergketten. In einer Klus bei Moglica wird er zu einem rund sechs Kilometer langen See gestaut. Nach Gramsh beim Austritt aus dem Gebirge wird der Fluss erneut gestaut, zum zwölf Kilometer langen Banja-See. Kurz vor Ende des Flusslaufs wird nördlich von Kuçova Wasser in den Wasserspeicher Thana abgeführt, das größte Speicherbecken für Bewässerungszwecke Albaniens. 
Weiter westlich vereinigt sich der Devoll mit dem ebenfalls aus dem Grammosgebirge kommenden Osum zum Fluss Seman. Bis hier hat der Fluss eine Länge von 196 km erreicht – wobei er ein Gebiet von 3130 km² entwässert – und führt durchschnittlich 49,5 m³/s. Der Seman mündet in einem kleinen Delta südlich der Lagune von Karavasta in die Adria. 
An einer nicht genau zu lokalisierenden Stelle im Tal des Devoll schlossen Bohemund von Tarent und der byzantinische Kaiser Alexios I. im Jahr 1108 einen Vertrag. Zuvor hatten die Griechen die normannischen Kreuzfahrer im Kampf besiegt. 
Das Unternehmen Devoll Hydropower, das dem norwegischen Energiekonzern Statkraft gehört und bei dem früher auch die österreichische EVN AG beteiligt war, baut in der Region Gramsh am Devoll die beiden Speicherkraftwerke Banja und Moglica, die 2016 respektive im Januar 2020 in Betrieb gingen. Zusammen haben die Kraftwerke 256 MW Leistung und sollen 729 GWh Strom pro Jahr erzeugen. Devoll Hydropower hat eine Konzession für ein drittes Kraftwerk in diesem Bereich.